# Republica Bosniei și Herțegovinei
Republica Bosniei și Herțegovinei (în sârbocroată Republika Bosna i Hercegovina, cu caractere chirilice: Република Босна и Херцеговина) a fost principalul succesor al Republicii Socialiste Bosnia și Herțegovina și predecesor al actualului stat Bosnia și Herțegovina. Republica Bosniei și Herțegovinei a existat până la semnarea Anexei 4 a Acordului de la Dayton care cuprindea Constituția Bosniei și Herțegovinei la 14 decembrie 1995. Perioada de existență a statului a fost marcată de Războiul Bosniac, în care celelalte două etnicități principale (sârbii bosniaci și croații bosniaci) și-au înființat propriile entități (Republika Srpska, respectiv Republica Croată Herțeg-Bosnia), prin urmare republica era reprezentată de populația bosniacă (bosniaci musulmani). Prin semnarea Acordului de la Washington în 1994, croații bosniaci și bosniacii musulmani au pus capăt războiul între cele două părți și au format Federația Bosniei și Herțegovinei. În 1995 a fost semnat Acordul de la Dayton prin care entitățile Federația Bosniei și Herțegovinei și Republika Srpska s-au unit într-un singur stat Bosnia și Herțegovina.